# Erin Heatherton
Erin Heatherton, geboren als Erin Heather Bubley (Skokie, 4 maart 1989), is een Amerikaans topmodel. Van 2010 tot 2013 was zij een van de Victoria's Secret Angels.

## Biografie
Erin Heatherton groeide op in Skokie, Illinois en zat op de Niles North High School. Ze werd ontdekt tijdens een vakantie op South Beach Miami. Niet veel later tekende ze bij modellenbureau Marilyn Agency. Haar carrière begon in New York, waar ze haar eerste modeshow liep voor Diane von Fürstenberg. Daarna volgden er anderen als: Shiatzy Chen, Alberta Ferretti, Blumarine, Carolina Herrera, Derek Lam, Dolce & Gabbana, Gianfranco Ferré, Lacoste, Marc Jacobs, Michael Kors, Moschino, Óscar de la Renta, en Tommy Hilfiger.
Heatherton liep mee in de Victoria's Secret Fashion Show van 2008, 2009, 2010, 2011 en 2012 en was van 2010 tot 2013 een Victoria's Secret Angel. Sinds 2010 is zij ook te zien in de SWIM-catalogus van het merk.